# گمینا رادووو (استان لهستان کوچک‌تر)
گمینا رادووو (استان لهستان کوچک‌تر) (به لهستانی:  Gmina Radłów) یک گمینا در لهستان است که در شهرستان تارنوف واقع شده‌است. گمینا رادووو ۸۶٫۰۲ کیلومتر مربع مساحت و ۹٬۷۷۴ نفر جمعیت دارد.